# Karl Fabricius (Eishockeyspieler)
Karl Fabricius (* 29. September 1982 in Boden) ist ein schwedischer Eishockeyspieler, der zuletzt bei den Heilbronner Falken in der DEL2 unter Vertrag stand.

## Karriere
Karl Fabricius begann seine Karriere als Eishockeyspieler in der Nachwuchsabteilung des Luleå HF, für dessen Profimannschaft er in der Saison 2000/01 sein Debüt in der Elitserien, der höchsten schwedischen Spielklasse, gab. In seinem Rookiejahr bestritt der Flügelspieler insgesamt 39 Spiele. Auch die folgende Spielzeit begann er beim Luleå HF und beendete sie beim Bodens IK und Kiruna IF in der zweitklassigen HockeyAllsvenskan. Nachdem er in der Saison 2002/03 für den Zweitligisten Piteå HC in 41 Spielen 26 Scorerpunkte, davon 14 Tore, erzielt hatte, wurde der Linksschütze erneut vom Luleå HF verpflichtet, bei dem er von 2003 bis 2006 Stammspieler in der Elitserien war. Anschließend lief er drei Jahre lang für dessen Ligarivalen Frölunda HC auf, ehe er für weitere zwei Jahre zum Luleå HF zurückkehrte.
Zur Saison 2011/12 unterschrieb Fabricius einen Vertrag beim HC Lev Poprad aus der Kontinentalen Hockey-Liga, für den er 41 KHL-Partien absolvierte, ehe er 2012 zu seinem Heimatverein zurückkehrte.
Zwischen 2014 und 2021 war er Assistenzkapitän des Luleå HF und absolvierte bis 2021 über 1000 Spiele in der höchsten schwedischen Spielklasse. Zudem gewann er 2015 die Champions Hockey League. Im Juni 2021 wurde er von den Heilbronner Falken verpflichtet und absolvierte 55 DEL2-Partien für den Club.

### International
Für Schweden nahm Fabricius an der Weltmeisterschaft 2008 teil. Im Turnierverlauf erzielte er in neun Spielen ein Tor und gab drei Vorlagen.

## Erfolge und Auszeichnungen
- 2012 European-Trophy-Gewinn mit Luleå HF
- 2013 Schwedischer Vizemeister mit Luleå HF
- 2015 Champions-Hockey-League-Gewinn mit Luleå HF

## Elitserien-Statistik
(Stand: Ende der Saison 2020/21)